# La ragazza del treno (film)
La ragazza del treno (The Girl on the Train) è un film thriller psicologico del 2016 diretto da Tate Taylor scritto da Erin Cressida Wilson, basato sul  popolare romanzo d'esordio del 2015 omonimo dell'autrice britannica Paula Hawkins. Il film è interpretato da Emily Blunt, Rebecca Ferguson, Haley Bennett, Justin Theroux, Luke Eva, Allison Janney, Édgar Ramírez e Lisa Kudrow. Il film segue una divorziata alcolizzata che si ritrova coinvolta in un'indagine su una persona scomparsa.
La pellicola è l'adattamento cinematografico dell'omonimo romanzo del 2015 scritto da Paula Hawkins e gli interpreti principali del film sono Emily Blunt, Haley Bennett, Rebecca Ferguson, Luke Evans e Justin Theroux.

## Trama
Rachel Watson è una donna alcolizzata che ha da poco divorziato dal marito, Tom Watson, dopo aver scoperto il tradimento di quest'ultimo con la loro agente immobiliare, Anna Boyd. Rachel condivide un appartamento con la sua amica Cathy e passa buona parte delle sue giornate su un treno, per non rivelare a Cathy che ha perso il lavoro a causa della sua dipendenza. Rachel  è spesso impegnata a spiare il suo ex Tom, Anna, e la loro figlia appena nata Evie. Durante i suoi numerosi viaggi Rachel ha modo di individuare, e di rimanerne affascinata, i vicini di casa di Tom: Scott e Megan Hipwell, una giovane coppia che Rachel inizia a mitizzare, considerandoli l'incarnazione dell'amore perfetto, con un matrimonio felice. Un giorno Rachel, dalle finestre del treno su cui sta viaggiando, vede Megan sul balcone in compagnia di un altro uomo, mentre si baciano. Ciò le provoca una crisi di rabbia furibonda: non riesce a tollerare il tradimento di Megan perché significherebbe per lei l'assenza di qualunque valore in cui credere. Il giorno dopo Megan scompare, la notizia viene riportata sui giornali e la polizia si mobilita. 
Rachel, fingendo di essere un'amica di Megan, si reca a casa del marito Scott e gli racconta ciò che vide la mattina della scomparsa, Scott sospetta immediatamente del dottor Abdic Kamal, lo psicologo di sua moglie. Credendo allora che possa esserci costui dietro la scomparsa di Megan, Rachel prende un appuntamento con lui al fine di scoprire qualcosa in più sull'uomo. L'incontro con Abdic si rivela utile per Rachel, che inaspettatamente scopre un professionista con il quale confidarsi, tanto da decidere di continuare le sedute. Durante una di queste, Rachel racconta del suo tormentato rapporto con Tom e in particolare di un incidente in cui, durante una festa, Rachel scagliò un vassoio di cibo contro la moglie del capo di Tom, Martha; questo avvenimento portò al licenziamento di Tom a causa del comportamento isterico della moglie.
Una sera in un bar, dopo essere uscita da un incontro con Abdic, Rachel riconosce un altro pendolare del treno: malgrado l'approccio aggressivo di lei, lui le rivela che la notte della scomparsa di Megan l'aveva vista scendere dal treno e imprecare contro un'altra donna; le dice che la trovò poi priva di sensi all'interno di una galleria perché duramente picchiata da una figura non riconoscibile e che lei stessa aveva rifiutato il suo aiuto, insultandolo. Rachel allora torna alla galleria e ricorda di aver visto Megan, non Anna, e di aver sbraitato contro di lei prima di essere picchiata da uno sconosciuto.
Nel frattempo Anna diventa sospettosa nei confronti di Tom, soprattutto dopo che il sergente di polizia Riley ha insinuato che il marito stia assecondando il comportamento instabile di Rachel, alimentando i contatti con lei. Indagando sui dispositivi del marito, Anna trova un cellulare di cui non sapeva l'esistenza, per giunta con diversi messaggi vocali indirizzati ad una donna. Ascoltandone uno di risposta, scopre che si tratta di Megan, sua vicina di casa nonché babysitter di sua figlia Evie.
Megan viene trovata morta e l'autopsia rivela che la donna era incinta, tuttavia il bambino non risulta essere né del compagno Scott né del presunto amante Abdic. Scott diventa, in qualità di marito tradito, un sospettato, e si scaglia contro Rachel. Credendo che la donna stia cospirando contro di lui, la aggredisce e la minaccia, rivelandole d'aver lui stesso maltrattato Megan poco prima della sua misteriosa morte. Ciò anche per mettere fine al quadretto di coppia idilliaca fantasticato da Rachel. Dopo aver cercato vanamente un sostegno presso gli uffici della Polizia, Rachel incontra in treno Martha e ne approfitta per scusarsi del comportamento scorretto tenuto durante la festa di anni prima. Tuttavia proprio il confronto con Martha farà scoprire alla donna la verità, perché in realtà non aveva compiuto nulla di sbagliato in quell'occasione. Diversamente da quanto Tom le aveva raccontato, quest'ultimo aveva perso il posto perché molestava ogni donna che passava dal suo ufficio. Rachel scopre come Tom avesse sempre indotto in lei falsi ricordi, sfruttando l'effetto degli alcolici, per manipolarla meglio. Il giorno dell'aggressione subìta nella galleria, ella aveva intravisto Tom in compagnia di Megan e, scambiandola per Anna, aveva preso ad inveire contro di lei. Tom, per non essere scoperto in flagranza, aveva colpito Rachel più volte al viso, fino a farle perdere i sensi e non farle ricordare nulla. Proprio quella sera Megan aveva poi annunciato a Tom di essere incinta chiarendo, contrariamente al desiderio di lui, di non voler abortire. Tom a quel punto la spinse facendole sbattere la testa, poi decise di finirla accanendosi su di lei con una pietra.
Rachel corre a casa di Tom per avvertire Anna ma quest'ultima, in un rigurgito d'orgoglio, le rivela che sa già tutto dei tradimenti del compagno. Egli arriva poco dopo e affronta insieme le due donne: in un momento di concitazione, dopo essere stata percossa da Tom, Rachel recupera un cavatappi e fugge in  giardino dove viene raggiunta da Tom che tenta di strangolarla. Rachel per salvarsi pugnala Tom al collo con il cavatappi, aiutata inaspettatamente da Anna, che gli infligge il colpo di grazia.
Rachel e Anna vengono portate in centrale e, interrogate separatamente, forniscono entrambe la medesima versione dei fatti, cioè che Rachel ha agito per legittima difesa. Un anno dopo Rachel è sobria, ha superato i suoi problemi d'alcolismo e ha trovato un nuovo lavoro. Mentre si trova sullo stesso treno, in un monologo interiore, la donna dice che ora si trova sul lato opposto da dove spiava le vite di Megan, Scott, Tom e Anna; finalmente pronta a  lasciare il suo vecchio quartiere alle spalle, nel passato.

## Produzione
Il 24 marzo 2014 la DreamWorks acquista i diritti del romanzo e annuncia il progetto in co-produzione con la Marc Platt Productions.
A gennaio 2015 Erin Cressida Wilson è stata ingaggiata per scrivere la sceneggiatura per il film. A maggio 2015 Tate Taylor è stato assunto per dirigere la pellicola.
Il budget del film è stato di 45 milioni di dollari.

### Cast
A giugno 2015 Emily Blunt era in trattative per il ruolo principale di Rachel. Ad agosto 2015, Rebecca Ferguson e Haley Bennett hanno ottenuto gli altri ruoli femminili principali, rispettivamente Anna e Megan. Il 21 settembre 2015 è stato annunciato che Jared Leto e Chris Evans erano in trattative per unirsi al cast del film, dove Evans avrebbe interpretato Tom, l'ex marito di Rachel, e Leto avrebbe interpretato Scott, il marito di Megan. A ottobre 2015, Édgar Ramírez ha ottenuto il ruolo del dottor Kamal Abdic. A fine ottobre 2015, Justin Theroux viene ingaggiato per interpretare il ruolo di Tom; in precedenza Chris Evans aveva lasciato il film a causa di un conflitto di programmazione. Allison Janney si è unita al cast con il ruolo di una detective della polizia. A novembre 2015 è annunciato l'ingaggio di Luke Evans per il ruolo di Scott, in sostituzione di Jared Leto. L'ultimo ruolo assegnato è stato quello di Laura Prepon, che nel film interpreta Cathy, la coinquilina e amica di Rachel.

### Riprese
Le riprese del film sono iniziate il 4 novembre 2015 a New York. Altre riprese sono state effettuate nelle città di White Plains, Hastings-on-Hudson e Irvington, tutte nello stato di New York. Le riprese sono terminate il 30 gennaio 2016.
Diversamente dal romanzo, ambientato a Londra, la storia del film viene spostata a New York.

## Promozione
Il primo trailer del film viene diffuso il 20 aprile 2016.

## Distribuzione
La pellicola è stata distribuita nelle sale cinematografiche statunitensi a partire dal 7 ottobre 2016, mentre nelle sale italiane a partire dal 3 novembre dello stesso anno.

## Accoglienza

### Incassi
Il film ha incassato 172 302 065 dollari in tutto il mondo, di cui 75 395 035 nei soli Stati Uniti.

### Critica
La critica ha espresso pareri discordanti sulla pellicola. Sul sito Rotten Tomatoes ottiene il 43% delle recensioni professionali positive, con un voto medio di 5,3 su 10. Su Comingsoon.it ha avuto una valutazione media di 3,8/5 su 406 recensioni, mentre su MYmovies.it ottiene una media di 2,1/5 su 22 recensioni.

## Riconoscimenti
- 2017 - British Academy Film Awards[23]
  - Candidatura per la migliore attrice protagonista a Emily Blunt
- 2017 - Screen Actors Guild Award[24]
  - Candidatura per la migliore attrice protagonista a Emily Blunt
- 2017 - Saturn Award[25]
  - Candidatura per il miglior film thriller
  - Candidatura per la miglior attrice a Emily Blunt
- 2017 - People's Choice Awards[26]
  - Film thriller preferito dal pubblico
  - Candidatura per l'attrice in un film drammatico preferita dal pubblico a Emily Blunt